# Ukrainischer Fußballer des Jahres
Der Fußballer des Jahres wurde in der sowjetischen Teilrepublik von 1969 bis 1990 durch die ukrainische Tageszeitung Molod Ukrainy ausgezeichnet. Seit der politischen Wende im Land wird die Ehrung des Jahresbesten durch die Sportzeitung Ukrainsky Football vorgenommen.
Rekordtitelträger ist Oleh Blochin; er wurde neunmal ausgezeichnet (1972–1978, 1980, 1981). Nach der Unabhängigkeit der Ukraine hat Andrij Schewtschenko den Titel sechsmal gewonnen (1997, 1999–2001, 2004 und 2005).
Am häufigsten wurden Spieler vom Hauptstadtclub Dynamo Kiew ausgezeichnet.

## Bisherige Titelträger
| Jahr | Sieger                               | Verein(e)                         | Zweiter                  | Verein(e)                             | Dritter                   | Verein(e)                           |
| ---- | ------------------------------------ | --------------------------------- | ------------------------ | ------------------------------------- | ------------------------- | ----------------------------------- |
| 1969 | Wiktor Serebrjannikow                | Dynamo Kiew                       | Wolodymyr Muntjan        | Dynamo Kiew                           | Jewgeni Rudakow           | Schachtar Donezk                    |
| 1970 | Wolodymyr Muntjan                    | Dynamo Kiew                       | József Szabó             | Sorja Luhansk                         | Janosz Habowda            | Karpaty Lwiw                        |
| 1971 | Jewgeni Rudakow                      | Dynamo Kiew                       | Wiktor Kolotow           | Dynamo Kiew                           | Wadym Sosnychin           | Dynamo Kiew                         |
| 1972 | Oleh Blochin                         | Dynamo Kiew                       | Jewgeni Rudakow          | Dynamo Kiew                           | Wiktor Kolotow            | Dynamo Kiew                         |
| 1973 | Oleh Blochin                         | Dynamo Kiew                       | Wolodymyr Muntjan        | Dynamo Kiew                           | Anatoliy Shepel           | Tschornomorez Odessa                |
| 1974 | Oleh Blochin                         | Dynamo Kiew                       | Wolodymyr Onyschtschenko | Dynamo Kiew                           | Wolodymyr Weremejew       | Dynamo Kiew                         |
| 1975 | Oleh Blochin                         | Dynamo Kiew                       | Wolodymyr Onyschtschenko | Dynamo Kiew                           | Wolodymyr Weremejew       | Dynamo Kiew                         |
| 1976 | Oleh Blochin                         | Dynamo Kiew                       | Leonid Burjak            | Dynamo Kiew                           | Wolodymyr Danylyuk        | Karpaty Lwiw                        |
| 1977 | Oleh Blochin                         | Dynamo Kiew                       | Jurij Dehterjow          | Schachtar Donezk                      | Anatolij Konkow           | Dynamo Kiew                         |
| 1978 | Oleh Blochin                         | Dynamo Kiew                       | Wolodymyr Bessonow       | Dynamo Kiew                           | Jurij Dehterjow           | Schachtar Donezk                    |
| 1979 | Witalij Staruchin                    | Schachtar Donezk                  | Stepan Jurtschyschyn     | Karpaty Lwiw                          | Oleh Blochin              | Dynamo Kiew                         |
| 1980 | Oleh Blochin                         | Dynamo Kiew                       | Wolodymyr Bessonow       | Dynamo Kiew                           | Leonid Burjak             | Dynamo Kiew                         |
| 1981 | Oleh Blochin                         | Dynamo Kiew                       | Leonid Burjak            | Dynamo Kiew                           | Anatolij Demjanenko       | Dynamo Kiew                         |
| 1982 | Anatolij Demjanenko                  | Dynamo Kiew                       | Leonid Burjak            | Dynamo Kiew                           | Serhij Baltatscha         | Dynamo Kiew                         |
| 1983 | Oleh Taran                           | Dnipro Dnipropetrowsk             | Wiktor Hratschow         | Schachtar Donezk                      | Anatolij Demjanenko       | Dynamo Kiew                         |
| 1984 | Hennadij Lytowtschenko               | Dnipro Dnipropetrowsk             | Oleh Blochin             | Dynamo Kiew                           | Oleh Protassow            | FK Dnipro                           |
| 1985 | Anatolij Demjanenko                  | Dynamo Kiew                       | Oleh Protassow           | FK Dnipro                             | Oleh Blochin              | Dynamo Kiew                         |
| 1986 | Oleksandr Sawarow                    | Dynamo Kiew                       | Ihor Bjelanow            | Dynamo Kiew                           | Oleh Blochin              | Dynamo Kiew                         |
| 1987 | Oleksij Mychajlytschenko             | Dynamo Kiew                       | Oleh Protassow           | FK Dnipro                             | Oleksandr Sawarow         | Dynamo Kiew                         |
| 1988 | Oleksij Mychajlytschenko             | Dynamo Kiew                       | Oleksandr Sawarow        | Dynamo Kiew                           | Jewhen Schachow           | Dnipro Dnipropetrowsk               |
| 1989 | Wolodymyr Bessonow                   | Dynamo Kiew                       | Hennadij Lytowtschenko   | Dynamo Kiew                           | Mykola Kudryzkyj          | Dnipro Dnipropetrowsk               |
| 1990 | Sergei Juran                         | Dynamo Kiew                       | Oleh Kusnezow            | Dynamo Kiew                           | Oleg Salenko              | Dynamo Kiew                         |
| 1991 | Achrik Cwejba                        | Dynamo Kiew                       | Sergei Juran             | Dynamo Kiew                           | Oleg Salenko              | Dynamo Kiew                         |
| 1992 | Wiktor Leonenko                      | Dynamo Kiew                       | Andrij Polunin           | FK Dnipro                             | Oleksandr Pomasun         | Metalist Charkiw                    |
| 1993 | Wiktor Leonenko                      | Dynamo Kiew                       | Tymerlan Hussejnow       | Tschornomorez Odessa                  | Dmytro Mychajlenko        | FK Dnipro                           |
| 1994 | Wiktor Leonenko                      | Dynamo Kiew                       | Oleksandr Schowkowskyj   | Dynamo Kiew                           | Ihor Petrow               | Schachtar Donezk                    |
| 1995 | Jurij Kalytwynzew                    | Dynamo Kiew                       | Andrij Schewtschenko     | Dynamo Kiew                           | Oleh Suslow               | Tschornomorez Odessa                |
| 1996 | Serhij Rebrow                        | Dynamo Kiew                       | Oleh Suslow              | Tschornomorez Odessa                  | Jurij Maximow             | Dynamo Kiew                         |
| 1997 | Andrij Schewtschenko                 | Dynamo Kiew                       | Serhij Rebrow            | Dynamo Kiew                           | Jurij Kalytwynzew         | Dynamo Kiew                         |
| 1998 | Serhij Rebrow                        | Dynamo Kiew                       | Andrij Schewtschenko     | Dynamo Kiew                           | Oleh Luschnyj             | Dynamo Kiew                         |
| 1999 | Andrij Schewtschenko                 | Dynamo Kiew                       | Serhij Rebrow            | Dynamo Kiew                           | Oleksandr Schowkowskyj    | Dynamo Kiew                         |
| 2000 | Andrij Schewtschenko                 | AC Mailand                        | Andrij Worobej           | Schachtar Donezk                      | Serhij Rebrow             | Dynamo Kiew / Tottenham Hotspur     |
| 2001 | Andrij Schewtschenko                 | AC Mailand                        | Hennadij Subow           | Schachtar Donezk                      | Oleksandr Melaschtschenko | Dynamo Kiew                         |
| 2002 | Anatolij Tymoschtschuk               | Schachtar Donezk                  | Andrij Schewtschenko     | AC Mailand                            | Andrij Hussin             | Dynamo Kiew                         |
| 2003 | Oleh Wenhlinskyj                     | Dnipro Dnipropetrowsk             | Andrij Schewtschenko     | AC Mailand                            | Anatolij Tymoschtschuk    | Schachtar Donezk                    |
| 2004 | Andrij Schewtschenko                 | AC Mailand                        | Anatolij Tymoschtschuk   | Schachtar Donezk                      | Andrij Woronin            | 1. FC Köln / Bayer 04 Leverkusen    |
| 2005 | Andrij Schewtschenko                 | AC Mailand                        | Anatolij Tymoschtschuk   | Schachtar Donezk                      | Ruslan Rotan              | Dnipro Dnipropetrowsk / Dynamo Kiew |
| 2006 | Anatolij Tymoschtschuk               | Schachtar Donezk                  | Andrij Schewtschenko     | AC Mailand / FC Chelsea               | Serhij Rebrow             | Dynamo Kiew                         |
| 2007 | Anatolij Tymoschtschuk               | Zenit Sankt Petersburg            | Andrij Woronin           | Bayer 04 Leverkusen / FC Liverpool    | Oleksandr Hladkyj         | FK Charkiw / Schachtar Donezk       |
| 2008 | Artem Milewskyj                      | Dynamo Kiew                       | Anatolij Tymoschtschuk   | Zenit Sankt Petersburg                | Serhij Krawtschenko       | Worskla Poltawa                     |
| 2009 | Artem Milewskyj                      | Dynamo Kiew                       | Andrij Schewtschenko     | AC Mailand / FC Chelsea / Dynamo Kiew | Andrij Pjatow             | Schachtar Donezk                    |
| 2010 | Jewhen Konopljanka                   | Dnipro Dnipropetrowsk             | Jaroslaw Rakyzkyj        | Schachtar Donezk                      | Marko Dević               | Metalist Charkiw                    |
| 2011 | Andrij Woronin                       | FK Dynamo Moskau                  | Andrij Jarmolenko        | Dynamo Kiew                           | Anatolij Tymoschtschuk    | FC Bayern München                   |
| 2012 | Jewhen Konopljanka                   | Dnipro Dnipropetrowsk             | Ruslan Rotan             | Dnipro Dnipropetrowsk                 | Oleh Hussjew              | Dynamo Kiew                         |
| 2013 | Andrij Jarmolenko Jewhen Konopljanka | Dynamo Kiew Dnipro Dnipropetrowsk |                          |                                       | Marko Dević               | Metalist Charkiw                    |
| 2014 | Andrij Jarmolenko                    | Dynamo Kiew                       | Jewhen Konopljanka       | Dnipro Dnipropetrowsk                 | Ruslan Rotan              | Dnipro Dnipropetrowsk               |
| 2015 | Andrij Jarmolenko                    | Dynamo Kiew                       | Jewhen Konopljanka       | Dnipro Dnipropetrowsk / FC Sevilla    | Jewhen Selesnjow          | Dnipro Dnipropetrowsk               |
| 2016 | Ruslan Rotan                         | Dnipro Dnipropetrowsk             | Andrij Pjatow            | Schachtar Donezk                      | Andrij Jarmolenko         | Dynamo Kiew                         |
| 2017 | Andrij Jarmolenko                    | Dynamo Kiew / Borussia Dortmund   | Taras Stepanenko         | Schachtar Donezk                      | Denys Harmasch            | Dynamo Kiew                         |
| 2018 | Wiktor Zyhankow                      | Dynamo Kiew                       | Marlos Romero Bonfim     | Schachtar Donezk                      | Ruslan Malinowskyj        | KRC Genk                            |
| 2019 | Oleksandr Sintschenko                | Manchester City                   | Wiktor Zyhankow          | Dynamo Kiew                           | Ruslan Malinowskyj        | KRC Genk / Atalanta Bergamo         |
| 2020 | Denys Faworow                        | Desna Tschernihiw / Sorja Luhansk | Witalij Mykolenko        | Dynamo Kiew                           | Wiktor Zyhankow           | Dynamo Kiew                         |
| 2022 | Mychajlo Mudryk                      | Schachtar Donezk                  | Artem Dowbyk             | SK Dnipro-1                           | Witalij Bujalskyj         | Dynamo Kiew                         |
| 2023 | Artem Dowbyk                         | SK Dnipro-1 / FC Girona           | Heorhij Sudakow          | Schachtar Donezk                      | Oleksandr Sintschenko     | FC Arsenal                          |

## Spieler mit den meisten Auszeichnungen
| Platz | Fußballer                | Zeitraum  | Erster | Zweiter | Dritter | Gesamt |
| ----- | ------------------------ | --------- | ------ | ------- | ------- | ------ |
| 1     | Oleh Blochin             | 1972–1986 | 9      | 1       | 3       | 13     |
| 2     | Andrij Schewtschenko     | 1995–2009 | 6      | 6       | 0       | 12     |
| 3     | Andrij Jarmolenko        | 2011-     | 4      | 1       | 1       | 6      |
| 4     | Anatolij Tymoschtschuk   | 2002–2011 | 3      | 3       | 2       | 8      |
| 5     | Jewhen Konopljanka       | 2010–     | 3      | 2       | 0       | 5      |
| 6     | Wiktor Leonenko          | 1992–1994 | 3      | 0       | 0       | 3      |
| 7     | Serhij Rebrow            | 1996–2006 | 2      | 2       | 2       | 6      |
| 8     | Anatolij Demjanenko      | 1981–1985 | 2      | 0       | 2       | 4      |
| 9     | Artem Milewskyj          | 2008–2009 | 2      | 0       | 0       | 2      |
| 9     | Oleksij Mychajlytschenko | 1987–1988 | 2      | 0       | 0       | 2      |
| 11    | Wolodymyr Bessonow       | 1978–1989 | 1      | 2       | 0       | 3      |
| 11    | Wolodymyr Muntjan        | 1997–1998 | 1      | 2       | 0       | 3      |
| 13    | Ruslan Rotan             | 2005–2016 | 1      | 1       | 2       | 4      |
| 14    | Andrij Woronin           | 2004–2011 | 1      | 1       | 1       | 3      |
| 14    | Jewgeni Rudakow          | 1969–1972 | 1      | 1       | 1       | 3      |
| 14    | Wiktor Zyhankow          | 2018–     | 1      | 1       | 1       | 3      |
| 14    | Oleksandr Sawarow        | 1986–1988 | 1      | 1       | 1       | 3      |